# 前田利孝
前田 利孝（まえだ としたか）は、上野七日市藩の初代藩主。七日市前田家の祖。

## 経歴
前田利家の五男。父・利家の死後、兄の利長が、徳川家康と本多正信の画策した「家康暗殺計画」の疑惑をかけられたため、その弁明の証として利長の生母・芳春院（まつ）と共に人質として江戸に送られて幼年期を過ごした。大坂の陣では徳川方として参戦して武功を挙げたことから、元和2年（1616年）12月26日、七日市に1万石の所領を与えられた。
寛永14年（1637年）6月4日に死去し、跡を子の利意が継いだ。享年44。利孝の七日市藩領は、加賀の前田本家が参勤交代する際の中継地として、以後重要な役割を果たすこととなる。

## 系譜
父母
- 前田利家（父）
- 明運院、お幸和 ー 山本氏、側室（母）

正室
- 本多康俊の娘

子女
- 前田利意（長男）生母は正室
- 前田孝矩[1]（次男）生母は正室
- 前田寄孝[2]（三男）
- 浅野長賢正室
- 前田誠明[3]